# Supercoppa degli Emirati Arabi Uniti 2019
La UAE Super Cup 2019 è stata la dodicesima edizione dell'era professionista della UAE Super Cup, su diciannove edizioni totali della competizione. Si è disputata il 14 settembre 2019 allo Stadio Al Maktoum di Dubai. La sfida ha visto contrapposte lo Sharjah, vincitore della UAE Arabian Gulf League 2018-2019, e lo Shabab Al-Ahli, vincitrice della Coppa del Presidente degli Emirati Arabi Uniti 2018-2019.

## Tabellino
| Arbitro: | Mohammed Obaid Khadem |

|                                                  |                      |                                         |
| Coronado Shukurov Ricardo Gomes Al-Shehhi Mandes | Tiri di rigore 4 – 3 | Khalil Cartabia Luvannor Jaber Leonardo |